# Царю небесний

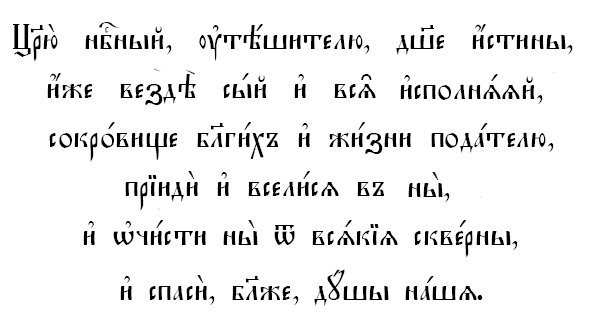
Царю Небесний

Царю Небесний (грец. Βασιλεῦ Οὐράνιε) — назва православної молитви Святому Духу.

## Церковнослов'янськоюмовою в українській транслітерації[1]
Царю́ небе́сний, Уті́шителю, Ду́ше і́стини, і́же везді́ си́й і вся́ ісполня́яй, сокро́вище благи́х і жи́зни Пода́телю, приіди́ і всели́ся в ни і очи́сти ни от вся́кія скве́рни, і спаси́, Бла́же, ду́ші на́ша.

## Українською мовою
Царю Небесний, Утішителю, Душе істини, що всюди єси і все наповняєш‚ Скарбе добра і життя Подателю, прийди і вселися в нас, і очисти нас від усякої скверни, і спаси, Благий, душі наші.

## Сучасний текст грецькою мовою
Βασιλεῦ Οὐράνιε, Παράκλητε, το Πνεῦμα της Ἀληθείας, ὁ Πανταχοῦ Παρὼν καὶ τὰ Πάντα Πληρῶν, ὁ Θησαυρός των Ἀγαθῶν καὶ Ζωῆς Χορηγός, ἐλθὲ καὶ σκήνωσον ἐν ἡμῖν καὶ καθάρισον ἡμᾶς ἀπὸ πάσης κηλῖδος καὶ σῶσον, Ἀγαθὲ τὰς ψυχὰς ἡμῶν.

## Молитва до Святого Духа вКатолицькій церкві
Святий Духу Боже, Духу Отця і Сина, упокоряючись перед Божим Престолом Твоїм, перед обличчям Неба і землі, посвячуюся Тобі та віддаю Тобі душу і тіло моє. Обожнюю світло Твоєї нескінченної чистоти, досконалість Твоєї справедливості, сили Твоєї любові. Ти — світло і сила моєї душі, у Тобі живу, думаю та дію, аби невірністю Твоїй ласці не засмучував Тебе, не грішив проти Тебе і вчини так, щоб безнастанно, вслухаючись у голос Твій, йшов за Твоїми натхненнями.
О Духу Святий, подателю дару мудрості, освячуй мене.
О Духу Святий, подателю дару розуму, навчай мене.
О Духу Святий, подателю дару поради, керуй мною.
О Духу Святий, подателю дару сили, зміцнюй мене.
О Духу Святий, подателю дару вміння, просвіти моє невігластво.
О Духу Святий, подателю страху Божого, увільни мене від усякого гріха.
О Духу Святий, подателю дару миру, обдаруй мене миром.
Благаю Тебе, Духу Святий Боже, уділи мені сили, щоб у кожній хвилині життя керувався добротою і благими намірами, упокоренням і вірністю, терпеливістю і любов'ю, радістю і поблажливістю. Амінь.

## Українська поетична адаптація
Псальма на слова О. Нижанківського
Царю небесний, Боже могучий,
Всім Утішитель, Дух правди Ти,
Всюди присутній і всевидючий,
Твоєї ласки на нас зішли.
Царю небесний, скарбе ласк многих,
Дателю жизні на нас згадай,
Прийди, вселися в серця убогих,
Ласки Твоєї здрій нам подай!
Царю небесний, від всякої скверни
Ти очисти нас, око Твоє
Небо нехай нам знову приверне,
І душі наші, Блаже, спаси.